# Espanha nos Jogos Olímpicos de Verão de 2008
A Espanha participou dos Jogos Olímpicos de Verão de 2008, em Pequim, na China. O país estreou nos Jogos em 1900 e esta foi sua 21ª participação.

## Medalhas

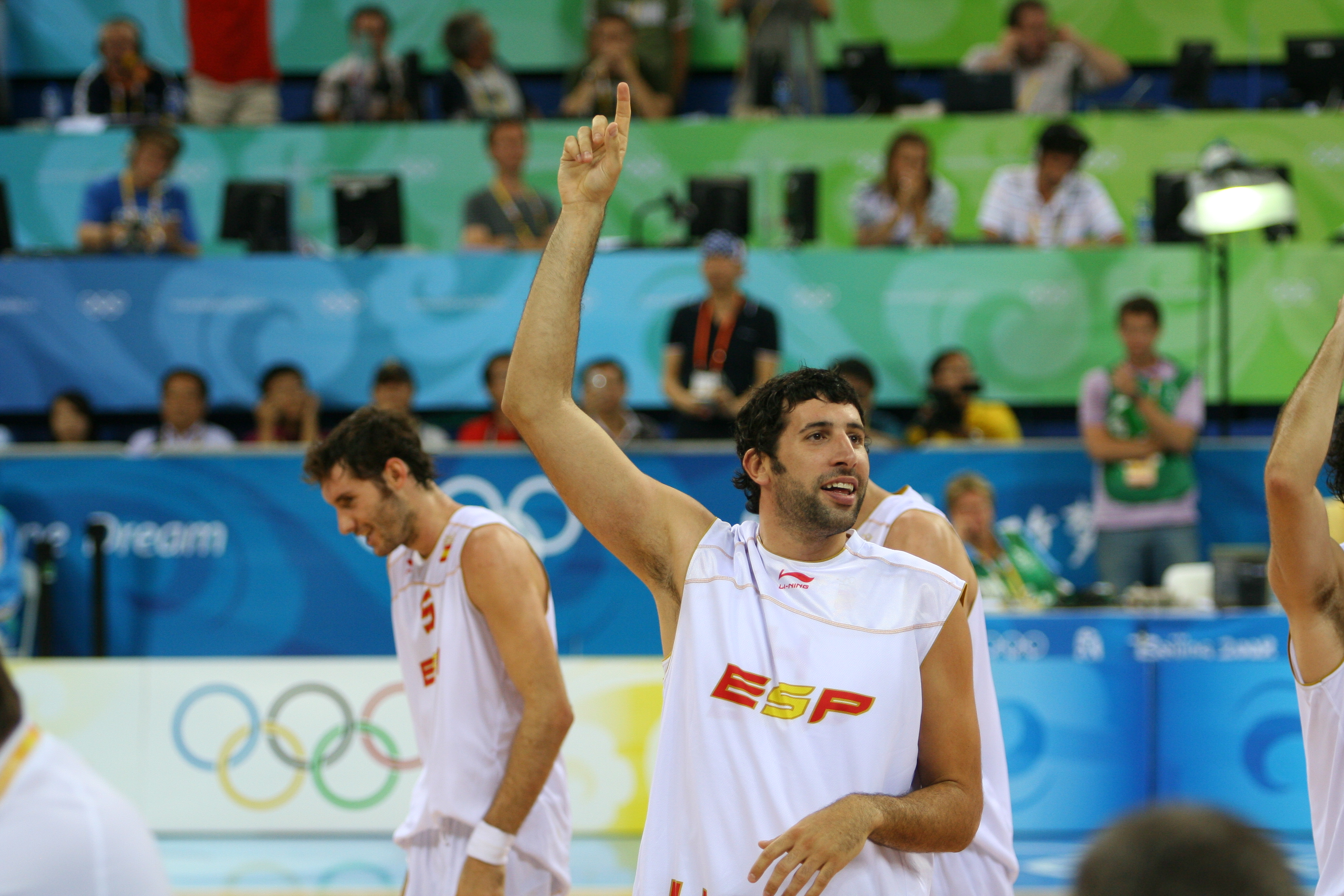
Integrantes da equipe masculina de basquetebol que conquistou a medalha de prata.

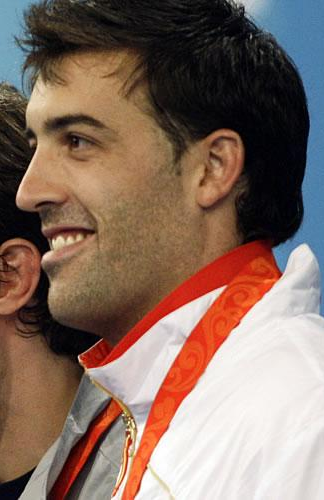
José Luis Abajo conquistou a medalha de bronze na espada individual da esgrima.

| Alba María Cabello Raquel Corral Andrea Fuentes Gemma Mengual Thaïs Henríquez | Laura López Gisela Morón Irina Rodríguez Paola Tirados |

| David Alegre Ramón Alegre Pol Amat Eduard Arbos Francisco Cortés Sergi Enrique Alexandre Fábregas Juan Fernández | Santiago Freixa Rodrigo Garza Roc Oliva Xavier Ribas Albert Sala Víctor Sojo Eduard Arbós Francisco Fábregas |

| José Calderón Rudy Fernández Jorge Garbajosa Marc Gasol Pau Gasol Carlos Jiménez | Raúl López Álex Mumbrú Juan Carlos Navarro Felipe Reyes Berni Rodríguez Ricky Rubio |

| David Barrufet Jon Belaustegui David Davis Alberto Entrerríos Raúl Entrerríos Rubén Garabaya Juanín García | José Hombrados Demetrio Lozano Cristian Malmagro Carlos Prieto Albert Rocas Iker Romero Víctor Tomás |

## Desempenho

### Atletismo
Masculino
| Atletas                    | Evento                | Preliminares | Preliminares | Quartas | Quartas | Semifinal   | Semifinal   | Final         | Final         |
| Atletas                    | Evento                | Marca        | Posição      | Marca   | Posição | Marca       | Posição     | Marca         | Posição       |
| -------------------------- | --------------------- | ------------ | ------------ | ------- | ------- | ----------- | ----------- | ------------- | ------------- |
| Ángel David Rodríguez      | 100 metros            | 10s34        | 23º          | 10s35   | 33º     | Não avançou | Não avançou | Não avançou   | Não avançou   |
| Ángel David Rodríguez      | 200 metros            | 20s87        | 29º          | 20s96   | 28º     | Não avançou | Não avançou | Não avançou   | Não avançou   |
| Manuel Olmedo              | 800 metros            | 1m45s78      | 7º           |         |         | 1m45s91     | 8º          | Não avançou   | Não avançou   |
| Antonio Manuel Reina       | 800 metros            | 1m46s30      | 15º          |         |         | 1m46s40     | 13º         | Não avançou   | Não avançou   |
| Miguel Quesada             | 800 metros            | 1m48s06      | 40º          |         |         | Não avançou | Não avançou | Não avançou   | Não avançou   |
| Juan Carlos Higuero        | 1500 metros           | 3m41s70      | 31º          |         |         | 3m37s31     | 4º          | 3m34s44       | 4º            |
| Arturo Casado              | 1500 metros           | 3m36s42      | 13º          |         |         | 3m41s57     | 23º         | Não avançou   | Não avançou   |
| Reyes Estévez              | 1500 metros           | 3m39s62      | 24º          |         |         | Não avançou | Não avançou | Não avançou   | Não avançou   |
| Jesús España               | 5000 metros           | 13m48s88     | 20º          |         |         |             |             | 13m55s94      | 14º           |
| Alemayehu Bezabeh          | 5000 metros           | 13m37s88     | 5º           |         |         |             |             | 13m30s48      | 11º           |
| Alberto García             | 5000 metros           | 13m58s20     | 28º          |         |         |             |             | Não avançou   | Não avançou   |
| Juan Carlos de la Ossa     | 10000 metros          |              |              |         |         |             |             | 27m54s20      | 17º           |
| Carlos Castillejo          | 10000 metros          |              |              |         |         |             |             | 28m13s68      | 23º           |
| Ayad Lamdassen             | 10000 metros          |              |              |         |         |             |             | 28m13s73      | 24º           |
| Jackson Quiñonez           | 110 m com barreiras   | 13s41        | 5º           | 13s47   | 13º     | 13s40 (SB)  | 6º          | 13s69         | 8º            |
| Rubén Palomeque            | 3000 m com obstáculos | 8m58s50      | 36º          |         |         |             |             | Não avançou   | Não avançou   |
| José Luis Blanco           | 3000 m com obstáculos | 8m37s37      | 31º          |         |         |             |             | Não avançou   | Não avançou   |
| Eliseo Martín              | 3000 m com obstáculos | 8m23s19      | 14º          |         |         |             |             | Não avançou   | Não avançou   |
| Francisco Javier Fernández | 20 km marcha atlética |              |              |         |         |             |             | 1h20 m32s     | 7º            |
| Juan Manuel Molina         | 20 km marcha atlética |              |              |         |         |             |             | 1h21m25s      | 12º           |
| Benjamín Sánchez           | 20 km marcha atlética |              |              |         |         |             |             | 1h21m38s      | 13º           |
| Jesús Ángel García         | 50 km marcha atlética |              |              |         |         |             |             | 3h44m08s (SB) | 4º            |
| Mikel Odriozola            | 50 km marcha atlética |              |              |         |         |             |             | 3h51m30s      | 13º           |
| Santiago Pérez             | 50 km marcha atlética |              |              |         |         |             |             | 3h59m41s (SB) | 26º           |
| Julio Rey                  | Maratona              |              |              |         |         |             |             | Não completou | Não completou |
| Chema Martínez             | Maratona              |              |              |         |         |             |             | 2h14m00s      | 16º           |
| José Ríos                  | Maratona              |              |              |         |         |             |             | 2h32m35s      | 72º           |
| Javier Bermejo             | Salto em altura       | 2,20 m       | 29º          |         |         |             |             | Não avançou   | Não avançou   |
| Luis Felipe Méliz          | Salto em distância    | 7,95m        | 10º          |         |         |             |             | 8,07m         | 7º            |
| Manuel Martínez            | Arremesso de peso     | 19,81m       | 19º          |         |         |             |             | Não avançou   | Não avançou   |
| Mario Pestano              | Arremesso de disco    | 64,42m       | 7º           |         |         |             |             | 63,42m        | 9º            |
| Frank Casañas              | Arremesso de disco    | 64,99m       | 4º           |         |         |             |             | 66,49m        | 5º            |
| David Gómez                | Decatlo               |              |              |         |         |             |             | 6876 pts      | 25º           |

Feminino
| Atletas             | Evento                | Preliminares | Preliminares | Semifinal   | Semifinal   | Final         | Final         |
| Atletas             | Evento                | Marca        | Posição      | Marca       | Posição     | Marca         | Posição       |
| ------------------- | --------------------- | ------------ | ------------ | ----------- | ----------- | ------------- | ------------- |
| Iris Fuentes-Pila   | 1500 metros           | 4m14s10      | 21º          |             |             | 4m04s86       | 8º            |
| Natalia Rodríguez   | 1500 metros           | 4m05s30      | 7º           |             |             | 4m03s19 (SB)  | 6º            |
| Dolores Checa       | 5000 metros           | 15m31s22     | 24º          |             |             | Não avançou   | Não avançou   |
| Isabel Checa        | 10000 metros          |              |              |             |             | 33m17s88      | 29º           |
| Josephine Onyia     | 100 m com barreiras   | 12s68        | 1º           | 12s86       | 9º          | Não avançou   | Não avançou   |
| Laia Forcadell      | 400 m com barreiras   | 58s64        | 26º          | Não avançou | Não avançou |               |               |
| Marta Domínguez     | 3000 m com obstáculos | 9m22s11      | 5º           |             |             | Não completou | Não completou |
| Rosa Morató         | 3000 m com obstáculos | 9m45s33      | 29º          |             |             | Não avançou   | Não avançou   |
| Zulema Fuentes-Pila | 3000 m com obstáculos | 9m29s40 (PB) | 16º          |             |             | 9m35s16       | 12º           |
| María Vasco         | 20 km marcha atlética |              |              |             |             | 1h27m25s (NR) | 5º            |
| Beatriz Pascual     | 20 km marcha atlética |              |              |             |             | 1h27m44s (PB) | 6º            |
| María José Poves    | 20 km marcha atlética |              |              |             |             | 1h30 m52s     | 18º           |
| Alessandra Aguilar  | Maratona              |              |              |             |             | 2h39m29s      | 54º           |
| Yesenia Centeno     | Maratona              |              |              |             |             | 2h36m25s      | 45º           |
| María José Pueyo    | Maratona              |              |              |             |             | 2h48m01s      | 64º           |
| Ruth Beitia         | Salto em altura       | 1,93m        | 1º           |             |             | 1,96m         | 7º            |
| Concepción Montaner | Salto em distância    | 6,53m        | 15º          |             |             | Não avançou   | Não avançou   |
| Carlota Castrejana  | Salto triplo          | 14,02m       | 16º          |             |             | Não avançou   | Não avançou   |
| Naroa Agirre        | Salto com vara        | 4,40 m (SB)  | 13º          |             |             | Não avançou   | Não avançou   |
| Irache Quintanal    | Arremesso de peso     | Sem marca    | Sem marca    |             |             | Não avançou   | Não avançou   |
| Berta Castells      | Arremesso de martelo  | 62,44m       | 41º          |             |             | Não avançou   | Não avançou   |
| Mercedes Chilla     | Lançamento de dardo   | 61,81m (SB)  | 7º           |             |             | 58,13m        | 9º            |

### Badminton
Masculino
| Atleta      | Evento  | Fase de 64                                 | Fase de 32             | Fase de 16             | Quartas                | Semifinais             | Final                  | Final       |
| Atleta      | Evento  | Adversário e resultado                     | Adversário e resultado | Adversário e resultado | Adversário e resultado | Adversário e resultado | Adversário e resultado | Posição     |
| ----------- | ------- | ------------------------------------------ | ---------------------- | ---------------------- | ---------------------- | ---------------------- | ---------------------- | ----------- |
| Pablo Abián | Simples | LTU K. Navickas D 1-2 (21-23; 21-12; 9-21) | Não avançou            | Não avançou            | Não avançou            | Não avançou            | Não avançou            | Não avançou |

Feminino
| Atleta         | Evento  | Fase de 64                         | Fase de 32                          | Fase de 16             | Quartas                | Semifinais             | Final                  | Final       |
| Atleta         | Evento  | Adversário e resultado             | Adversário e resultado              | Adversário e resultado | Adversário e resultado | Adversário e resultado | Adversário e resultado | Posição     |
| -------------- | ------- | ---------------------------------- | ----------------------------------- | ---------------------- | ---------------------- | ---------------------- | ---------------------- | ----------- |
| Yoana Martínez | Simples | AUS E. Carroll V 2-0 (21-9; 21-16) | INA M. Yulianti D 0-2 (9-21; 14-21) | Não avançou            | Não avançou            | Não avançou            | Não avançou            | Não avançou |

### Basquetebol
Masculino
| Equipe | Fase de grupos                                                                                                 | Fase de grupos | Quartas de final       | Semifinal              | Final                        | Pos.             |
| Equipe | Adversário e resultado                                                                                         | Pos.           | Adversário e resultado | Adversário e resultado | Adversário e resultado       | Pos.             |
| --- | --- | -------------- | ---------------------- | ---------------------- | ---------------------------- | ---------------- |
| José Calderón Raúl López Ricky Rubio Juan Carlos Navarro Rudy Fernández Berni Rodríguez Carlos Jiménez Álex Mumbrú Jorge Garbajosa Felipe Reyes Marc Gasol Pau Gasol | GRE Grécia V 81-66 CHN China V 85-75 (pro) GER Alemanha V 72-59 USA Estados Unidos D 82-119 ANG Angola V 98-50 | 2º (Gr. B)     | CRO Croácia V 72-59    | LTU Lituânia V 91-86   | USA Estados Unidos D 107-118 | Medalha de prata |

Feminino
| Equipe | Fase de grupos | Fase de grupos | Quartas de final       | Semifinal              | Final                  | Pos. |
| Equipe | Adversário e resultado                                                                                              | Pos.           | Adversário e resultado | Adversário e resultado | Adversário e resultado | Pos. |
| --- | --- | -------------- | ---------------------- | ---------------------- | ---------------------- | ---- |
| Tamara Abalde Elisa Aguilar Cindy Lima Nuria Martínez Anna Montañana Laura Nicholls González Laia Palau María Lucila Pascua María Revuelto Isabel Sánchez Alba Torrens Amaya Valdemoro | CHN China D 64-67 NZL Nova Zelândia V 85-62 CZE República Checa V 74-55 USA Estados Unidos D 55-93 MLI Mali V 79-47 | 3º (Gr. B)     | RUS Rússia D 64-85     | Não avançou            | Não avançou            | 5º   |

### Boxe
| Atleta             | Evento             | Fase de 32              | Fase de 16             | Quartas                | Semifinais             | Final                  | Posição     |
| Atleta             | Evento             | Adversário e resultado  | Adversário e resultado | Adversário e resultado | Adversário e resultado | Adversário e resultado | Posição     |
| ------------------ | ------------------ | ----------------------- | ---------------------- | ---------------------- | ---------------------- | ---------------------- | ----------- |
| Kelvin de la Nieve | Peso mosca-ligeiro | USA L. Yanez D PTS 9:12 | Não avançou            | Não avançou            | Não avançou            | Não avançou            | Não avançou |

### Canoagem slalom
Masculino
| Atleta                | Evento | Preliminar | Preliminar | Preliminar | Preliminar | Semifinais | Semifinais | Final       | Final       | Total       | Posição     |
| Atleta                | Evento | Descida 1  | Descida 2  | Total      | Posição    | Tempo      | Posição    | Tempo       | Posição     | Total       | Posição     |
| --------------------- | ------ | ---------- | ---------- | ---------- | ---------- | ---------- | ---------- | ----------- | ----------- | ----------- | ----------- |
| Ander Elosegui        | C-1    | 87s00      | 85s45      | 176s45     | 7º         | 91s16      | 5º         | 89s93       | 4º          | 182s12      | 4º          |
| Guillermo Díez-Canedo | K-1    | 84s95      | 88s07      | 173s02     | 12º        | 90s06      | 14º        | Não avançou | Não avançou | Não avançou | Não avançou |

Feminino
| Atleta            | Evento | Preliminar | Preliminar | Preliminar | Preliminar | Semifinais  | Semifinais  | Final       | Final       | Total       | Posição     |
| Atleta            | Evento | Descida 1  | Descida 2  | Total      | Posição    | Tempo       | Posição     | Tempo       | Posição     | Total       | Posição     |
| ----------------- | ------ | ---------- | ---------- | ---------- | ---------- | ----------- | ----------- | ----------- | ----------- | ----------- | ----------- |
| Maialen Chourraut | K-1    | 147s95     | 105s44     | 253s39     | 16º        | Não avançou | Não avançou | Não avançou | Não avançou | Não avançou | Não avançou |

### Canoagem de velocidade
Masculino
| Atleta                      | Evento     | Preliminar | Preliminar | Semifinais | Semifinais | Final    | Final            |
| Atleta                      | Evento     | Tempo      | Posição    | Tempo      | Posição    | Tempo    | Posição          |
| --------------------------- | ---------- | ---------- | ---------- | ---------- | ---------- | -------- | ---------------- |
| David Cal                   | C-1 500 m  | 1m48s095   | 1º         |            |            | 1m48s397 | Medalha de prata |
| David Cal                   | C-1 1000 m | 3m58s756   | 1º         |            |            | 3m52s751 | Medalha de prata |
| Saúl Craviotto Carlos Pérez | K-2 500 m  | 1m28s983   | 2º         |            |            | 1m28s736 | Medalha de ouro  |

Feminino
| Atleta                                                            | Evento    | Preliminar | Preliminar | Semifinais | Semifinais | Final       | Final       |
| Atleta                                                            | Evento    | Tempo      | Posição    | Tempo      | Posição    | Tempo       | Posição     |
| ----------------------------------------------------------------- | --------- | ---------- | ---------- | ---------- | ---------- | ----------- | ----------- |
| María Teresa Portela                                              | K-1 500 m | 1m51s654   | 2º         | 1m54s981   | 6º         | Não avançou | Não avançou |
| Beatriz Manchón Sonia Molanes                                     | K-2 500 m | 1m46s646   | 5º         | 1m45s313   | 4º         | Não avançou | Não avançou |
| Beatriz Manchón Sonia Molanes María Teresa Portela Jana Smidakova | K-4 500 m | 1m37s914   | 4º         | 1m37s172   | 1º         | 1m35s366    | 5º          |

### Ciclismo de estrada
Masculino
| Atleta             | Evento             | Final              | Final           |
| Atleta             | Evento             | Tempo              | Posição         |
| ------------------ | ------------------ | ------------------ | --------------- |
| Óscar Freire       | Corrida em estrada | Não completou      | Não completou   |
| Carlos Sastre      | Corrida em estrada | 6h31m03s (+7m17s)  | 48º             |
| Alejandro Valverde | Corrida em estrada | 6h24m19s (+0 m30s) | 12º             |
| Alberto Contador   | Corrida em estrada | Não completou      | Não completou   |
| Alberto Contador   | Contra o relógio   | 1h03m29s (+1m18s)  | 4º              |
| Samuel Sánchez     | Corrida em estrada | 6h23m49s           | Medalha de ouro |
| Samuel Sánchez     | Contra o relógio   | 1h04m37s (+2m26s)  | 6º              |

Feminino
| Atleta           | Evento             | Final               | Final   |
| Atleta           | Evento             | Tempo               | Posição |
| ---------------- | ------------------ | ------------------- | ------- |
| Anna Sanchis     | Corrida em estrada | 3h32m52s (+0 m25s)  | 19º     |
| Marta Vilajosana | Corrida em estrada | 3h43m25s (+10 m01s) | 55º     |

### Ciclismo Mountain Bike
Masculino
| Atleta               | Evento        | Final     | Final   |
| Atleta               | Evento        | Tempo     | Posição |
| -------------------- | ------------- | --------- | ------- |
| Carlos Coloma        | Cross-country | 2h09m05s  | 28º     |
| José Antonio Hermida | Cross-country | 2h01m01s  | 10º     |
| Iñaki Lejarreta      | Cross-country | 2h00 m21s | 8º      |

Feminino
| Atleta        | Evento        | Final         | Final         |
| Atleta        | Evento        | Tempo         | Posição       |
| ------------- | ------------- | ------------- | ------------- |
| Marga Fullana | Cross-country | Não completou | Não completou |

### Ciclismo de pista
Masculino
| Atleta                                                       | Evento                  | Qualificação | Qualificação | Semifinal                           | Semifinal   | Final                  | Final       |
| Atleta                                                       | Evento                  | Tempo        | Posição      | Adversário e resultado              | Posição     | Adversário e resultado | Posição     |
| ------------------------------------------------------------ | ----------------------- | ------------ | ------------ | ----------------------------------- | ----------- | ---------------------- | ----------- |
| Sergi Escobar                                                | Perseguição individual  | 4m26s102     | 10º          | Não avançou                         | Não avançou | Não avançou            | Não avançou |
| Toni Tauler                                                  | Perseguição individual  | 4m22s462     | 6º           | RUS A. Markov D 4m22s308 a 4m24s974 | 6º          | Não avançou            | Não avançou |
| Sergi Escobar Asier Maeztu Antonio Miguel Sebastián Muntaner | Perseguição por equipes | 4m06s509     | 7º           | NZL Nova Zelândia Ultrapassado      | -           | Não avançou            | Não avançou |

| Atleta                    | Evento             | Pontos/Voltas | Posição          |
| ------------------------- | ------------------ | ------------- | ---------------- |
| Joan Llaneras             | Corrida por pontos | 60/2          | Medalha de ouro  |
| Joan Llaneras Toni Tauler | Madison            | 7/0           | Medalha de prata |

Feminino
| Atleta          | Evento             | Pontos/Voltas | Posição           |
| --------------- | ------------------ | ------------- | ----------------- |
| Leire Olaberría | Corrida por pontos | 13/0          | Medalha de bronze |

### Esgrima
Masculino
| Atleta          | Evento             | Fase de 64             | Fase de 32              | Fase de 16             | Quartas de final            | Semifinais                | Final                                   | Posição           |
| Atleta          | Evento             | Adversário e resultado | Adversário e resultado  | Adversário e resultado | Adversário e resultado      | Adversário e resultado    | Adversário e resultado                  | Posição           |
| --------------- | ------------------ | ---------------------- | ----------------------- | ---------------------- | --------------------------- | ------------------------- | --------------------------------------- | ----------------- |
| José Luis Abajo | Espada individual  |                        | KOR Kim W-J. V 15-14    | FRA J. Jeannet V 15-9  | ITA D. Confalonieri V 14-13 | ITA M. Tagliariol D 12-15 | Disputa pelo bronze HUN G. Boczkó V 8-7 | Medalha de bronze |
| Javier Menéndez | Florete individual |                        | AUT R. Schlosser D 9-15 | Não avançou            | Não avançou                 | Não avançou               | Não avançou                             | Não avançou       |
| Jaime Martí     | Sabre individual   |                        | RUS N. Kovalev V 15-12  | CHN Zhong M. D 14-15   | Não avançou                 | Não avançou               | Não avançou                             | Não avançou       |
| Jorge Pina      | Sabre individual   |                        | ITA D. Occhiuzzi V 15-9 | ITA A. Montano V 15-14 | FRA N. Lopez D 10-15        | Não avançou               | Não avançou                             | Não avançou       |

Feminino
| Atleta          | Evento           | Fase de 64             | Fase de 32              | Fase de 16             | Quartas de final       | Semifinais             | Final                  | Posição     |
| Atleta          | Evento           | Adversário e resultado | Adversário e resultado  | Adversário e resultado | Adversário e resultado | Adversário e resultado | Adversário e resultado | Posição     |
| --------------- | ---------------- | ---------------------- | ----------------------- | ---------------------- | ---------------------- | ---------------------- | ---------------------- | ----------- |
| Araceli Navarro | Sabre individual | MEX A. Larios V 15-4   | USA R. Ward D 7-12, ab. | Não avançou            | Não avançou            | Não avançou            | Não avançou            | Não avançou |

### Ginástica artística
Masculino
| Atleta                                                                                     | Evento             | Aparelho | Aparelho | Aparelho       | Aparelho | Aparelho       | Aparelho  | Qualificação | Qualificação | Final       | Final            |
| Atleta                                                                                     | Evento             | Salto    | Solo     | Cav. com alças | Argolas  | Bar. paralelas | Bar. fixa | Total        | Pos.         | Total       | Pos.             |
| ------------------------------------------------------------------------------------------ | ------------------ | -------- | -------- | -------------- | -------- | -------------- | --------- | ------------ | ------------ | ----------- | ---------------- |
| Isaac Botella                                                                              | Individual geral   | 16,050   | 14,975   | 13,600         | 14,900   |                |           | 59,525       | 66º          | Não avançou | Não avançou      |
| Isaac Botella                                                                              | Salto sobre a mesa |          |          |                |          |                |           | 16,075       | 8º           | 15,737      | 8º               |
| Manuel Carballo                                                                            | Individual geral   |          | 14,650   | 14,475         | 14,900   | 15,275         | 13,025    | 72,325       | 58º          | Não avançou | Não avançou      |
| Gervasio Deferr                                                                            | Individual geral   | 15,075   | 15,825   |                | 15,075   | 14,600         | 13,725    | 59,225       | 67º          | Não avançou | Não avançou      |
| Gervasio Deferr                                                                            | Solo               |          |          |                |          |                |           | 15,825       | 3º           | 15,775      | Medalha de prata |
| Iván San Miguel                                                                            | Individual geral   | 16,050   |          | 13,775         | 15,200   | 14,375         | 14,525    | 73,925       | 55º          | Não avançou | Não avançou      |
| Rafael Martínez                                                                            | Individual geral   | 14,325   | 15,750   | 15,550         | 14,800   | 15,100         | 15,275    | 90,800       | 11º          | 91,500      | 10º              |
| Sergio Muñoz                                                                               | Individual geral   | 16,100   | 14,575   | 12,700         | 15,150   | 13,675         | 13,300    | 85,500       | 40º          | Não avançou | Não avançou      |
| Isaac Botella Manuel Carballo Gervasio Deferr Rafael Martínez Sergio Muñoz Iván San Miguel | Equipes            | 63,950   | 61,000   | 56,650         | 60,150   | 59,350         | 56,825    | 357,925      | 11º          | Não avançou | Não avançou      |

Feminino
| Atleta           | Evento           | Aparelho | Aparelho | Aparelho          | Aparelho | Qualificação | Qualificação | Final       | Final       |
| Atleta           | Evento           | Salto    | Solo     | Bar. assimétricas | Trave    | Total        | Pos.         | Total       | Pos.        |
| ---------------- | ---------------- | -------- | -------- | ----------------- | -------- | ------------ | ------------ | ----------- | ----------- |
| Laura Campos     | Individual geral | 14,200   | 13,775   | 13,075            | 13,975   | 55,025       | 49º          | Não avançou | Não avançou |
| Lenika de Simone | Individual geral | 14,100   | 13,850   | 13,550            | 14,100   | 55,600       | 47º          | Não avançou | Não avançou |

### Ginástica rítmica
| Atleta               | Evento           | Qualificatória | Qualificatória | Qualificatória | Qualificatória | Qualificatória | Qualificatória | Final  | Final  | Final  | Final  | Final  | Final   |
| Atleta               | Evento           | Arco           | Corda          | Maças          | Fita           | Total          | Posição        | Arco   | Corda  | Maças  | Fita   | Total  | Posição |
| -------------------- | ---------------- | -------------- | -------------- | -------------- | -------------- | -------------- | -------------- | ------ | ------ | ------ | ------ | ------ | ------- |
| Almudena Cid Tostado | Individual geral | 16,675         | 16,800         | 16,600         | 16,750         | 66,825         | 10º            | 17,000 | 17,000 | 17,150 | 16,950 | 68,100 | 8º      |

| Atleta                                                                             | Evento  | Qualificatória | Qualificatória    | Qualificatória | Qualificatória | Final       | Final             | Final       | Final       |
| Atleta                                                                             | Evento  | 5 cordas       | 3 arcos e 2 maças | Total          | Posição        | 5 cordas    | 3 arcos e 2 maças | Total       | Posição     |
| ---------------------------------------------------------------------------------- | ------- | -------------- | ----------------- | -------------- | -------------- | ----------- | ----------------- | ----------- | ----------- |
| Bárbara González Lara González Isabel Pagán Ana Pelaz Verónica Ruiz Elisabet Salom | Equipes | 15,725         | 14,375            | 30,100         | 11º            | Não avançou | Não avançou       | Não avançou | Não avançou |

### Halterofilismo
Masculino
| Atleta            | Evento | Arranque (kg) | Arremesso (kg) | Total (kg) | Posição |
| ----------------- | ------ | ------------- | -------------- | ---------- | ------- |
| José Juan Navarro | -94kg  | 173,0         | 210,0          | 383,0      | 10º     |

Feminino
| Atleta         | Evento | Arranque (kg) | Arremesso (kg) | Total (kg) | Posição |
| -------------- | ------ | ------------- | -------------- | ---------- | ------- |
| Lidia Valentin | -75kg  | 115,0         | 135,0          | 250,0      | 5º      |

### Handebol
Masculino
| Equipe | Fase de Grupos                                                                                  | Fase de Grupos | Quartas de final          | Semifinal              | Final                                   | Pos.              |
| Equipe | Adversário e resultado                                                                          | Pos.           | Adversário e resultado    | Adversário e resultado | Adversário e resultado                  | Pos.              |
| --- | ----------------------------------------------------------------------------------------------- | -------------- | ------------------------- | ---------------------- | --------------------------------------- | ----------------- |
| Albert Rocas Alberto Entrerríos Carlos Prieto Cristian Malmagro David Barrufet David Davis Demetrio Lozano Iker Romero Jon Belaustegui José Javier Hombrados Juanín García Raúl Entrerríos Rubén Garabaya Víctor Tomás | CRO Croácia D 29-31 POL Polônia V 30-29 CHN China V 36-22 FRA França D 21-28 BRA Brasil V 36-35 | 4º (Gr. A)     | KOR Coreia do Sul V 29-24 | ISL Islândia D 30-36   | Disputa pelo bronze CRO Croácia V 35-29 | Medalha de bronze |

### Hipismo
Adestramento
| Atleta            | Cavalo    | Evento     | Grand Prix/ Final Equipes | Grand Prix/ Final Equipes | Grand Prix Special | Grand Prix Special | Grand Prix Freestyle/ Final Individual | Grand Prix Freestyle/ Final Individual | Resultado final | Resultado final |
| Atleta            | Cavalo    | Evento     | Pontos                    | Posição                   | Pontos             | Posição            | Pontos                                 | Posição                                | Total Pontos    | Posição         |
| ----------------- | --------- | ---------- | ------------------------- | ------------------------- | ------------------ | ------------------ | -------------------------------------- | -------------------------------------- | --------------- | --------------- |
| Jordi Domingo     | Prestige  | Individual | 64,042                    | 28º                       | Não avançou        | Não avançou        | Não avançou                            | Não avançou                            | Não avançou     | Não avançou     |
| Juan Manuel Muñoz | Fuego XII | Individual | 66,083                    | 22º                       | 68,160             | 16º                | Não avançou                            | Não avançou                            | Não avançou     | Não avançou     |

### Hóquei sobre a grama
Masculino
| Equipe | Fase de grupos                                                                                       | Fase de grupos | Segunda fase           | Final                  | Pos.             |
| Equipe | Adversário e resultado                                                                               | Pos.           | Adversário e resultado | Adversário e resultado | Pos.             |
| --- | --- | -------------- | ---------------------- | ---------------------- | ---------------- |
| Francisco Cortés Santiago Freixa Francisco Fábregas Víctor Sojo Alex Fàbregas Pol Amat Eduard Tubau Roc Oliva Juan Fernández Ramón Alegre Xavier Ribas Albert Sala Rodrigo Garza Sergi Enrique Eduard Arbos David Alegre | BEL Bélgica V 4-2 NZL Nova Zelândia V 1-0 CHN China V 2-1 GER Alemanha D 0-1 KOR Coreia do Sul V 2-1 | 1º (Gr. A)     | AUS Austrália V 3-2    | GER Alemanha D 0-1     | Medalha de prata |

Feminino
| Equipe | Fase de grupos                                                                                              | Fase de grupos | Segunda fase                                        | Final                  | Pos. |
| Equipe | Adversário e resultado                                                                                      | Pos.           | Adversário e resultado                              | Adversário e resultado | Pos. |
| --- | --- | -------------- | --------------------------------------------------- | ---------------------- | ---- |
| María Jesús Rosa Julia Menéndez Rocío Ybarra Barbara Malda Silvia Muñoz Silvia Bonastre Maria Romagosa Marta Ejarque Raquel Huertas Pilar Sánchez Núria Camón María López de Eguilaz Montse Cruz Esther Termens Gloria Comerma Georgina Olivia | CHN China D 0-3 AUS Austrália D 1-6 KOR Coreia do Sul V 2-1 RSA África do Sul V 1-0 NED Países Baixos D 0-2 | 4º (Gr. A)     | Decisão do 7º lugar: USA Estados Unidos V 3-2 (pro) | Não avançou            | 7º   |

### Judô
Masculino
| Atleta       | Evento | Preliminares           | Fase de 32                  | Fase de 16                   | Quartas                | Semifinais             | Repescagem                        | Repescagem             | Repescagem             | Final                  | Final       |
| Atleta       | Evento | Preliminares           | Fase de 32                  | Fase de 16                   | Quartas                | Semifinais             | 1ª fase                           | Quartas                | Semifinais             | Final                  | Final       |
| Atleta       | Evento | Adversário e resultado | Adversário e resultado      | Adversário e resultado       | Adversário e resultado | Adversário e resultado | Adversário e resultado            | Adversário e resultado | Adversário e resultado | Adversário e resultado | Pos.        |
| ------------ | ------ | ---------------------- | --------------------------- | ---------------------------- | ---------------------- | ---------------------- | --------------------------------- | ---------------------- | ---------------------- | ---------------------- | ----------- |
| Óscar Peñas  | -66 kg |                        | UZB M. Sharipov D 0000-1010 | Não avançou                  | Não avançou            | Não avançou            | Não avançou                       | Não avançou            | Não avançou            | Não avançou            | Não avançou |
| David Alarza | -90 kg |                        | PUR A. Chiclana V 1101-0100 | ALG A. Benikhlef D 0001-1020 |                        |                        | MAR M. El Assri D 0000-0000 (SUP) | Não avançou            | Não avançou            | Não avançou            | Não avançou |

Feminino
| Atleta            | Evento | Preliminares           | Fase de 32                   | Fase de 16               | Quartas                        | Semifinais              | Repescagem             | Repescagem                  | Repescagem                | Final                                           | Final       |
| Atleta            | Evento | Preliminares           | Fase de 32                   | Fase de 16               | Quartas                        | Semifinais              | 1ª fase                | Quartas                     | Semifinais                | Final                                           | Final       |
| Atleta            | Evento | Adversário e resultado | Adversário e resultado       | Adversário e resultado   | Adversário e resultado         | Adversário e resultado  | Adversário e resultado | Adversário e resultado      | Adversário e resultado    | Adversário e resultado                          | Pos.        |
| ----------------- | ------ | ---------------------- | ---------------------------- | ------------------------ | ------------------------------ | ----------------------- | ---------------------- | --------------------------- | ------------------------- | ----------------------------------------------- | ----------- |
| Ana Carrascosa    | -52 kg |                        | MGL M. Bundmaa V 0100-0000   | CHN Xian D. D 0000-1000  |                                |                         |                        | POR T. Monteiro V 0101-0001 | KOR Kim K-O. D 0001-1010  | Não avançou                                     | Não avançou |
| Isabel Fernández  | -57 kg |                        |                              | USA V. Gotay V 0010-0000 | NED D. Gravenstijn D 0000-0001 |                         |                        | BRA K. Quadros D 0000-0001  | Não avançou               | Não avançou                                     | Não avançou |
| Leire Iglesias    | -70 kg |                        | BRA M. Silva V 0020-0011     | FRA G. Ekpwa V 0001-0000 | GER A. Bohm D 0000-1000        |                         |                        | UKR N. Smal V 0011-0000     | COL Y. Alvear V 0001-0000 | Disputa pelo bronze NED E. Bosch D 0000-1001    | 5º          |
| Esther San Miguel | -78 kg |                        | RUS V. Moskalyuk V 0002-0000 | BRA E. Silva V 0011-0010 | ITA L. Morico V 0220-0011      | CHN Yang X. D 0000-1031 |                        |                             |                           | Disputa pelo bronze FRA S. Possamaï D 0010-0100 | 5º          |

### Lutas
Livre masculino
| Atleta            | Evento | Preliminar             | Oitavas de final        | Quartas de final       | Semifinal              | Repescagem 1ª rodada   | Repescagem 2ª rodada   | Final                  | Final       |
| Atleta            | Evento | Adversário e resultado | Adversário e resultado  | Adversário e resultado | Adversário e resultado | Adversário e resultado | Adversário e resultado | Adversário e resultado | Pos.        |
| ----------------- | ------ | ---------------------- | ----------------------- | ---------------------- | ---------------------- | ---------------------- | ---------------------- | ---------------------- | ----------- |
| Francisco Sánchez | -55 kg |                        | KOR Kim H-S. D 1-3, 1-3 | Não avançou            | Não avançou            | Não avançou            | Não avançou            | Não avançou            | Não avançou |

Feminino
| Atleta        | Evento | Preliminar             | Oitavas de final                  | Quartas de final               | Semifinal              | Repescagem 1ª rodada   | Repescagem 2ª rodada          | Final                                           | Final       |
| Atleta        | Evento | Adversário e resultado | Adversário e resultado            | Adversário e resultado         | Adversário e resultado | Adversário e resultado | Adversário e resultado        | Adversário e resultado                          | Pos.        |
| ------------- | ------ | ---------------------- | --------------------------------- | ------------------------------ | ---------------------- | ---------------------- | ----------------------------- | ----------------------------------------------- | ----------- |
| Teresa Méndez | -63 kg |                        | FRA L. Golliot-Legrand D 0-1, 0-2 | Não avançou                    | Não avançou            | Não avançou            | Não avançou                   | Não avançou                                     | Não avançou |
| Maider Unda   | -72 kg |                        | UKR O. Vashchuk V 1-0, 3-1        | BUL S. Zlateva D 3-2, 0-6, 1-4 |                        |                        | CAN O. Akuffo V 5-2, 1-1, 1-0 | Disputa pelo bronze POL A. Wieszczek D 1-2, 0-1 | 5º          |

### Nado sincronizado
| Atletas | Evento  | Rotina técnica | Rotina técnica | Rotina livre | Rotina livre | Rotina livre | Rotina livre | Rotina livre - Final | Rotina livre - Final | Rotina livre - Final | Rotina livre - Final |
| Atletas | Evento  | Pontos         | Posição        | Pontos       | Posição      | Total        | Posição      | Pontos               | Posição              | Total                | Posição              |
| --- | ------- | -------------- | -------------- | ------------ | ------------ | ------------ | ------------ | -------------------- | -------------------- | -------------------- | -------------------- |
| Andrea Fuentes Gemma Mengual | Dueto   | 48,834         | 2º             | 49,084       | 2º           | 97,918       | 2º           | 49,500               | 2º                   | 98,334               | Medalha de prata     |
| Alba María Cabello Raquel Corral Andrea Fuentes Gemma Mengual Thaïs Henríquez Laura López Gisela Morón Irina Rodríguez Paola Tirados | Equipes | 48,917         | 2º             |              |              |              |              | 49,334               | 4º                   | 98,667               | Medalha de prata     |

### Natação
Masculino
| Atleta(s)          | Evento          | Eliminatórias | Eliminatórias | Semifinal   | Semifinal   | Final       | Final       |
| Atleta(s)          | Evento          | Tempo         | Posição       | Tempo       | Posição     | Tempo       | Posição     |
| ------------------ | --------------- | ------------- | ------------- | ----------- | ----------- | ----------- | ----------- |
| Javier Noriega     | 50 m livre      | 22s33         | 22º           | Não avançou | Não avançou | Não avançou | Não avançou |
| Marco Rivera       | 1500 m livre    | 15m18s98      | 26º           |             |             | Não avançou | Não avançou |
| Aschwin Wildeboer  | 100 m costas    | 53s67         | 4º            | 53s51       | 4º          | 53s51       | 7º          |
| Aschwin Wildeboer  | 200 m costas    | Não largou    | Não largou    | Não avançou | Não avançou | Não avançou | Não avançou |
| Borja Iraider      | 100 m peito     | 1m01s83       | 35º           | Não avançou | Não avançou | Não avançou | Não avançou |
| Melquiades Álvarez | 100 m peito     | 1m01s89       | 37º           | Não avançou | Não avançou | Não avançou | Não avançou |
| Melquiades Álvarez | 200 m peito     | 2m12s59       | 27º           | Não avançou | Não avançou | Não avançou | Não avançou |
| Sergio García      | 200 m peito     | 2m14s30       | 34º           | Não avançou | Não avançou | Não avançou | Não avançou |
| Rafael Muñoz       | 100 m borboleta | 52s53         | 30º           | Não avançou | Não avançou | Não avançou | Não avançou |
| Javier Muñoz       | 200 m borboleta | 2m00s24       | 32º           | Não avançou | Não avançou | Não avançou | Não avançou |
| Brenton Cabello    | 200 m medley    | 2m03s08       | 33º           | Não avançou | Não avançou | Não avançou | Não avançou |
| Javier Núñez       | 400 m medley    | 4m22s69       | 24º           |             |             | Não avançou | Não avançou |
| Kiko Hervás        | 10 km maratona  |               |               |             |             | 1h52m16s5   | 13º         |

Feminino
| Atleta(s)                                                       | Evento         | Eliminatórias | Eliminatórias | Semifinal   | Semifinal   | Final       | Final       |
| Atleta(s)                                                       | Evento         | Tempo         | Posição       | Tempo       | Posição     | Tempo       | Posição     |
| --------------------------------------------------------------- | -------------- | ------------- | ------------- | ----------- | ----------- | ----------- | ----------- |
| Melani Costa                                                    | 200 m livre    | 1m59s50       | 18º           | Não avançou | Não avançou | Não avançou | Não avançou |
| Erika Villaécija                                                | 400 m livre    | 4m14s25       | 23º           |             |             | Não avançou | Não avançou |
| Erika Villaécija                                                | 800 m livre    | 8m32s27       | 16º           |             |             | Não avançou | Não avançou |
| Mercedes Peris                                                  | 100 m costas   | 1m02s30       | 28º           | Não avançou | Não avançou | Não avançou | Não avançou |
| Nina Zhivanevskaya                                              | 100 m costas   | 1m00s54       | 13º           | 1m00s50     | 11º         | Não avançou | Não avançou |
| Lydia Morant                                                    | 200 m costas   | 2m13s87       | 25º           | Não avançou | Não avançou | Não avançou | Não avançou |
| Escarlata Bernard                                               | 200 m costas   | 2m12s86       | 24º           | Não avançou | Não avançou | Não avançou | Não avançou |
| Mireia Belmonte                                                 | 200 m peito    | 2m29s46       | 24º           | Não avançou | Não avançou | Não avançou | Não avançou |
| Mireia Belmonte                                                 | 200 m medley   | 2m12s75       | 14º           | 2m13s45     | 14º         | Não avançou | Não avançou |
| Mireia Belmonte                                                 | 400 m medley   | 4m37s91       | 14º           |             |             | Não avançou | Não avançou |
| María Peláez                                                    | 200 m medley   | 2m15s97       | 27º           | Não avançou | Não avançou | Não avançou | Não avançou |
| Melani Costa María Fuster Noemi Féliz Arantxa Ramos             | 4x200 m livre  | 8m00s90       | 14º           |             |             | Não avançou | Não avançou |
| Nina Zhivanevskaya Mireia Belmonte Ángela San Juan María Fuster | 4x100 m medley | 4m06s40       | 15º           |             |             | Não avançou | Não avançou |
| Yurema Requena                                                  | 10 km maratona |               |               |             |             | 1h59m46s9   | 13º         |

### Pentatlo moderno
Masculino
| Atleta      | Evento     | Tiro   | Tiro | Esgrima  | Esgrima | Natação | Natação | Hipismo | Hipismo | Corrida   | Corrida | Total | Posição |
| Atleta      | Evento     | Pontos | PPM  | Vitórias | PPM     | Tempo   | PPM     | Pontos  | PPM     | Tempo     | PPM     | PPM   | Posição |
| ----------- | ---------- | ------ | ---- | -------- | ------- | ------- | ------- | ------- | ------- | --------- | ------- | ----- | ------- |
| Jaime López | Individual | 183    | 1132 | 17       | 808     | 2m07s02 | 1276    | DNF     | 0       | 10 m05s80 | 980     | 4196  | 36º     |

### Polo aquático
Masculino
| Equipe | Fase de Grupos                                                                                  | Fase de Grupos | Quartas-de-final       | Disputa do 5º ao 12º lugares           | Semifinal              | Final                  | Pos. |
| Equipe | Adversário e resultado                                                                          | Pos.           | Adversário e resultado | Adversário e resultado                 | Adversário e resultado | Adversário e resultado | Pos. |
| --- | ----------------------------------------------------------------------------------------------- | -------------- | ---------------------- | -------------------------------------- | ---------------------- | ---------------------- | ---- |
| Iñaki Aguilar Ángel Luis Andreo Iván Gallego Javier García Mario José García Svilen Ivanov David Martín Lozano Marc Minguell Guillermo Molina Iván Ernesto Pérez Felipe Perrone Ricardo Perrone Xavier Vallès | CAN Canadá V 16-6 AUS Austrália V 9-8 HUN Hungria D 5-8 MNE Montenegro V 12-6 GRE Grécia V 10-6 | 2º (Gr. A)     | SRB Sérvia D 5-9       | Decisão do 5º lugar CRO Croácia V 11-9 | Não avançou            | Não avançou            | 5º   |

### Remo
Feminino
| Equipe          | Evento        | Eliminatórias | Eliminatórias | Repescagem | Repescagem | Quartas | Quartas  | Semifinal | Semifinal | Final   | Final                |
| Equipe          | Evento        | Tempo         | Posição       | Tempo      | Posição    | Tempo   | Posição  | Tempo     | Posição   | Tempo   | Posição (Pos. final) |
| --------------- | ------------- | ------------- | ------------- | ---------- | ---------- | ------- | -------- | --------- | --------- | ------- | -------------------- |
| Nuria Domínguez | Skiff simples | 7m58s03       | 3º Q          |            |            | 7m49s60 | 4º S C/D | 8m03s61   | 2º FC     | 7m36s12 | 2º (14º)             |

### Saltos ornamentais
Masculino
| Atletas       | Evento                   | Preliminares | Preliminares | Semifinal   | Semifinal   | Final       | Final       |
| Atletas       | Evento                   | Pontos       | Posição      | Pontos      | Posição     | Pontos      | Posição     |
| ------------- | ------------------------ | ------------ | ------------ | ----------- | ----------- | ----------- | ----------- |
| Javier Illana | Trampolim 3 m individual | 423,90       | 20º          | Não avançou | Não avançou | Não avançou | Não avançou |

Feminino
| Atletas         | Evento                   | Preliminares | Preliminares | Semifinal   | Semifinal   | Final       | Final       |
| Atletas         | Evento                   | Pontos       | Posição      | Pontos      | Posição     | Pontos      | Posição     |
| --------------- | ------------------------ | ------------ | ------------ | ----------- | ----------- | ----------- | ----------- |
| Jenifer Benítez | Trampolim 3 m individual | 194,05       | 30º          | Não avançou | Não avançou | Não avançou | Não avançou |

### Taekwondo
Masculino
| Atleta             | Evento | Preliminares             | Quartas                | Semifinais             | Repescagem             | Final                                   | Posição     |
| Atleta             | Evento | Adversário e resultado   | Adversário e resultado | Adversário e resultado | Adversário e resultado | Adversário e resultado                  | Posição     |
| ------------------ | ------ | ------------------------ | ---------------------- | ---------------------- | ---------------------- | --------------------------------------- | ----------- |
| Juan Antonio Ramos | -58kg  | BIZ A. Martínez V 2-1    | BRA M. Wenceslau V 3-2 | DOM G. Mercedes D 2-3  |                        | Disputa pelo bronze AFG R. Nikpai D 1-4 | 5º          |
| Jon García         | +80kg  | UZB A. Irgashevz D 11-10 | Não avançou            | Não avançou            | Não avançou            | Não avançou                             | Não avançou |

Feminino
| Atleta       | Evento | Preliminares            | Quartas                | Semifinais             | Repescagem             | Final                  | Posição     |
| Atleta       | Evento | Adversário e resultado  | Adversário e resultado | Adversário e resultado | Adversário e resultado | Adversário e resultado | Posição     |
| ------------ | ------ | ----------------------- | ---------------------- | ---------------------- | ---------------------- | ---------------------- | ----------- |
| Rosana Simon | +67kg  | SWE K. Kedzierska D 4-5 | Não avançou            | Não avançou            | Não avançou            | Não avançou            | Não avançou |

### Tênis
Masculino
| Atleta                       | Evento  | Fase de 64                     | Fase de 32                                   | Fase de 16                               | Quartas                  | Semifinais                     | Final                           | Final           |
| Atleta                       | Evento  | Adversário e resultado         | Adversário e resultado                       | Adversário e resultado                   | Adversário e resultado   | Adversário e resultado         | Adversário e resultado          | Posição         |
| ---------------------------- | ------- | ------------------------------ | -------------------------------------------- | ---------------------------------------- | ------------------------ | ------------------------------ | ------------------------------- | --------------- |
| Nicolás Almagro              | Simples | FRA G. Monfils D 4-6, 6-3, 4-6 | Não avançou                                  | Não avançou                              | Não avançou              | Não avançou                    | Não avançou                     | Não avançou     |
| David Ferrer                 | Simples | SRB J. Tipsarević D 6-7, 2-6   | Não avançou                                  | Não avançou                              | Não avançou              | Não avançou                    | Não avançou                     | Não avançou     |
| Tommy Robredo                | Simples | ITA A. Seppi D 4-6, 6-4, 6-8   | Não avançou                                  | Não avançou                              | Não avançou              | Não avançou                    | Não avançou                     | Não avançou     |
| Rafael Nadal                 | Simples | ITA P. Starace V 6-2, 3-6, 6-2 | AUS L. Hewitt V 6-1, 6-2                     | RUS I. Andreev V 6-4, 6-2                | AUT J. Melzer V 6-0, 6-4 | SRB N. Đoković V 6-4, 1-6, 6-4 | CHI F. González V 6-3, 7-6, 6-3 | Medalha de ouro |
| Nicolás Almagro David Ferrer | Duplas  |                                | RSA K. Anderson - J. Coetzee V 3-6, 6-3, 6-4 | SWE S. Aspelin - T. Johansson D 6-7, 4-6 | Não avançou              | Não avançou                    | Não avançou                     | Não avançou     |
| Rafael Nadal Tommy Robredo   | Duplas  |                                | SWE J. Björkman - R. Söderling V 6-3, 6-3    | AUS C. Guccione - L. Hewitt D 2-6, 6-7   | Não avançou              | Não avançou                    | Não avançou                     | Não avançou     |

Feminino
| Atleta                                             | Evento  | Fase de 64                        | Fase de 32                                    | Fase de 16                                | Quartas                                     | Semifinais                       | Final                                    | Final            |
| Atleta                                             | Evento  | Adversário e resultado            | Adversário e resultado                        | Adversário e resultado                    | Adversário e resultado                      | Adversário e resultado           | Adversário e resultado                   | Posição          |
| -------------------------------------------------- | ------- | --------------------------------- | --------------------------------------------- | ----------------------------------------- | ------------------------------------------- | -------------------------------- | ---------------------------------------- | ---------------- |
| Anabel Medina Garrigues                            | Simples | AUT S. Bammer D 2-6, 6-4, 4-6     | Não avançou                                   | Não avançou                               | Não avançou                                 | Não avançou                      | Não avançou                              | Não avançou      |
| Carla Suárez Navarro                               | Simples | CHN Peng S. D 5-7, 6-7            | Não avançou                                   | Não avançou                               | Não avançou                                 | Não avançou                      | Não avançou                              | Não avançou      |
| María José Martínez Sánchez                        | Simples | AUS A. Molik V 6-1, 6-1           | RUS D. Safina D 6-7, 1-6                      | Não avançou                               | Não avançou                                 | Não avançou                      | Não avançou                              | Não avançou      |
| Nuria Llagostera Vives                             | Simples | CZE K. Zakopalová V 2-6, 6-3, 7-5 | CHN Zheng J. D 7-6, 1-6, 4-6                  | Não avançou                               | Não avançou                                 | Não avançou                      | Não avançou                              | Não avançou      |
| Nuria Llagostera Vives María José Martínez Sánchez | Duplas  |                                   | RUS E. Vesnina - V. Zvonareva D 6-2, 1-6, 3-6 | Não avançou                               | Não avançou                                 | Não avançou                      | Não avançou                              | Não avançou      |
| Anabel Medina Garrigues Virginia Ruano Pascual     | Duplas  |                                   | UKR M. Koryttseva - T. Perebiynis V 6-3, 6-4  | AUS S. Stosur - R. Stubbs V 4-6, 6-4, 6-4 | USA L. Davenport - L. Huber V 4-7, 7-6, 8-6 | CHN Yan Z. - Zheng J. V 6-4, 7-6 | USA S. Williams - V. Williams D 2-6, 0-6 | Medalha de prata |

### Tênis de mesa
Masculino
| Atleta(s)        | Evento     | Preliminar                                                 | 1ª etapa                                                 | 2ª etapa                                                  | 3ª etapa               | 4ª etapa               | Quartas                | Semifinais             | Final                  |
| Atleta(s)        | Evento     | Adversário e resultado                                     | Adversário e resultado                                   | Adversário e resultado                                    | Adversário e resultado | Adversário e resultado | Adversário e resultado | Adversário e resultado | Adversário e resultado |
| ---------------- | ---------- | ---------------------------------------------------------- | -------------------------------------------------------- | --------------------------------------------------------- | ---------------------- | ---------------------- | ---------------------- | ---------------------- | ---------------------- |
| Alfredo Carneros | Individual | EGY A. Massaad V 4-2 (11-9, 12-10, 11-8, 9-11, 8-11, 11-8) | IND A. Kamal D 2-4 (11-6, 10-12, 8-11, 11-9, 6-11, 7-11) | Não avançou                                               | Não avançou            | Não avançou            | Não avançou            | Não avançou            | Não avançou            |
| He Zhi Wen       | Individual |                                                            |                                                          | PRK Jang S-M. D 2-4 (9-11, 11-8, 11-9, 7-11, 10-12, 8-11) | Não avançou            | Não avançou            | Não avançou            | Não avançou            | Não avançou            |

Feminino
| Atleta(s)   | Evento     | Preliminar             | 1ª etapa                                             | 2ª etapa                                                  | 3ª etapa                                         | 4ª etapa               | Quartas                | Semifinais             | Final                  |
| Atleta(s)   | Evento     | Adversário e resultado | Adversário e resultado                               | Adversário e resultado                                    | Adversário e resultado                           | Adversário e resultado | Adversário e resultado | Adversário e resultado | Adversário e resultado |
| ----------- | ---------- | ---------------------- | ---------------------------------------------------- | --------------------------------------------------------- | ------------------------------------------------ | ---------------------- | ---------------------- | ---------------------- | ---------------------- |
| Zhu Fang    | Individual |                        | UKR M. Pesotska V 4-1 (9-11, 11-8, 11-4, 11-7, 11-9) | NED Li J. D 1-4 (11-8, 4-11, 7-11, 12-14, 5-11)           | Não avançou                                      | Não avançou            | Não avançou            | Não avançou            | Não avançou            |
| Shen Yanfei | Individual |                        |                                                      | CRO S. Paović V 4-2 (11-8, 7-11, 11-9, 6-11, 13-11, 11-9) | HKG Tie Y. D 1-4 (11-6, 7-11, 10-12, 4-11, 5-11) | Não avançou            | Não avançou            | Não avançou            | Não avançou            |

| Atletas                           | Evento  | Fase de grupos          | Fase de grupos | Semifinal              | Repescagem 1ª rodada   | Repescagem 2ª rodada   | Final                  | Pos.        |
| Atletas                           | Evento  | Adversário e resultado  | Pos.           | Adversário e resultado | Adversário e resultado | Adversário e resultado | Adversário e resultado | Pos.        |
| --------------------------------- | ------- | ----------------------- | -------------- | ---------------------- | ---------------------- | ---------------------- | ---------------------- | ----------- |
| Shen Yanfei Galia Dvorak Zhu Fang | Equipes | KOR Coreia do Sul D 0-3 | 3º (Grupo D)   | Não avançou            | Não avançou            | Não avançou            | Não avançou            | Não avançou |
| Shen Yanfei Galia Dvorak Zhu Fang | Equipes | JPN Japão D 2-3         | 3º (Grupo D)   | Não avançou            | Não avançou            | Não avançou            | Não avançou            | Não avançou |
| Shen Yanfei Galia Dvorak Zhu Fang | Equipes | AUS Austrália V 3-0     | 3º (Grupo D)   | Não avançou            | Não avançou            | Não avançou            | Não avançou            | Não avançou |

### Tiro
Masculino
| Atleta             | Evento                | Qualificação | Qualificação | Final       | Final       | Posição |
| Atleta             | Evento                | Placar       | Posição      | Placar      | Total       | Posição |
| ------------------ | --------------------- | ------------ | ------------ | ----------- | ----------- | ------- |
| Luis Martínez      | Carabina de ar 10 m   | 589          | 32º          | Não avançou | Não avançou | 32º     |
| Luis Martínez      | Carabina deitado 50 m | 582          | 50º          | Não avançou | Não avançou | 50º     |
| Juan José Aramburu | Skeet                 | 118          | 8º           | Não avançou | Não avançou | 8º      |
| Mario Núñez        | Skeet                 | 115          | 21º          | Não avançou | Não avançou | 21º     |
| Alberto Fernández  | Fossa olímpica        | 106          | 33º          | Não avançou | Não avançou | 33º     |
| Jesús Serrano      | Fossa olímpica        | 116          | 10º          | Não avançou | Não avançou | 10º     |

Feminino
| Atleta                | Evento             | Qualificação | Qualificação | Final       | Final       | Posição |
| Atleta                | Evento             | Placar       | Posição      | Placar      | Total       | Posição |
| --------------------- | ------------------ | ------------ | ------------ | ----------- | ----------- | ------- |
| María Pilar Fernández | Pistola de ar 10 m | 379          | 25º          | Não avançou | Não avançou | 25º     |
| María Pilar Fernández | Pistola livre 25 m | 569          | 36º          | Não avançou | Não avançou | 36º     |
| Sonia Franquet        | Pistola de ar 10 m | 382          | 14º          | Não avançou | Não avançou | 14º     |
| Sonia Franquet        | Pistola livre 25 m | 582          | 9º           | Não avançou | Não avançou | 9º      |

### Tiro com arco
Masculino
| Atleta         | Evento     | Fase de Ranking | Fase de Ranking | Fase de 64               | Fase de 32               | Oitavas                | Quartas                | Semifinais             | Final                  | Final       |
| Atleta         | Evento     | Placar          | Chave           | Adversário e resultado   | Adversário e resultado   | Adversário e resultado | Adversário e resultado | Adversário e resultado | Adversário e resultado | Posição     |
| -------------- | ---------- | --------------- | --------------- | ------------------------ | ------------------------ | ---------------------- | ---------------------- | ---------------------- | ---------------------- | ----------- |
| Daniel Morillo | Individual | 657             | 33º             | UKR M. Ivashko V 115-107 | MEX J. Serrano D 111-112 | Não avançou            | Não avançou            | Não avançou            | Não avançou            | Não avançou |

### Triatlo
Masculino
| Atleta            | Evento    | Natação | Natação | Ciclismo | Ciclismo | Corrida | Corrida | Total      | Posição final |
| Atleta            | Evento    | Tempo   | Posição | Tempo    | Posição  | Tempo   | Posição | Total      | Posição final |
| ----------------- | --------- | ------- | ------- | -------- | -------- | ------- | ------- | ---------- | ------------- |
| Javier Gómez Noya | Masculino | 18m08s  | 8º      | 1h17m41s | 14º      | 31m03s  | 4º      | 1h49m13s92 | 4º            |
| Iván Raña         | Masculino | 18m22s  | 29º     | 1h17m40s | 6º       | 31m14s  | 5º      | 1h49m22s03 | 5º            |

Feminino
| Atleta       | Evento   | Natação | Natação | Ciclismo | Ciclismo | Corrida | Corrida | Total      | Posição final |
| Atleta       | Evento   | Tempo   | Posição | Tempo    | Posição  | Tempo   | Posição | Total      | Posição final |
| ------------ | -------- | ------- | ------- | -------- | -------- | ------- | ------- | ---------- | ------------- |
| Ana Burgos   | Feminino | 20 m57s | 47º     | 1h26m56s | 39º      | 35m11s  | 8º      | 2h02m43s85 | 20º           |
| Ainhoa Murúa | Feminino | 19m52s  | 21º     | 1h27m34s | 41º      | 36m38s  | 21º     | 2h04m48s07 | 28º           |

### Vela
Masculino
| Atleta                         | Evento | Regata | Regata | Regata | Regata | Regata | Regata | Regata | Regata | Regata | Regata | Regata  | Pontos | Posição |
| Atleta                         | Evento | 1      | 2      | 3      | 4      | 5      | 6      | 7      | 8      | 9      | 10     | M       | Pontos | Posição |
| ------------------------------ | ------ | ------ | ------ | ------ | ------ | ------ | ------ | ------ | ------ | ------ | ------ | ------- | ------ | ------- |
| Iván Pastor                    | RS:X   | 8      | 13     | 18     | 18     | 16     | 9      | 4      | 4      | 6      | 15     | 16      | 109    | 9º      |
| Javier Hernández               | Laser  | 17     | 25     | 11     | 3      | 28     | BFD    | 19     | 13     | 5      |        | Não av. | 121    | 14º     |
| Onán Barreiros Aarón Sarmiento | 470    | 8      | 2      | 6      | 9      | 13     | 13     | 13     | 4      | 11     | 18     | 8       | 87     | 5º      |

Feminino
| Atleta                                      | Evento       | Regata | Regata | Regata | Regata | Regata | Regata | Regata | Regata | Regata | Regata | Regata  | Pontos | Posição |
| Atleta                                      | Evento       | 1      | 2      | 3      | 4      | 5      | 6      | 7      | 8      | 9      | 10     | M       | Pontos | Posição |
| ------------------------------------------- | ------------ | ------ | ------ | ------ | ------ | ------ | ------ | ------ | ------ | ------ | ------ | ------- | ------ | ------- |
| Marina Alabau                               | RS:X         | 3      | 5      | 5      | 2      | 5      | 11     | 8      | 5      | 4      | 9      | 8       | 54     | 4º      |
| Susana Romero                               | Laser Radial | 18     | 7      | 20     | 14     | 20     | 21     | 19     | 13     | 16     |        | Não av. | 127    | 24º     |
| Laia Tutzo Natalia Via-Dufresne             | 470          | 4      | 5      | 2      | 6      | 13     | 10     | 13     | 17     | 2      | 17     | 20      | 92     | 10º     |
| Mónica Azón Sandra Azón Graciela Prisionero | Yngling      | 11     | 9      | 14     | 6      | 14     | 4      | 14     | 9      |        |        | Não av. | 67     | 14º     |

Aberto
| Atleta                         | Evento  | Regata | Regata | Regata | Regata | Regata | Regata | Regata | Regata | Regata | Regata | Regata | Regata | Regata | Pontos | Posição          |
| Atleta                         | Evento  | 1      | 2      | 3      | 4      | 5      | 6      | 7      | 8      | 9      | 10     | 11     | 12     | M      | Pontos | Posição          |
| ------------------------------ | ------- | ------ | ------ | ------ | ------ | ------ | ------ | ------ | ------ | ------ | ------ | ------ | ------ | ------ | ------ | ---------------- |
| Rafael Trujillo                | Finn    | 12     | 4      | 3      | 14     | 20     | 20     | OCS    | 1      |        |        |        |        | 6      | 80     | 9º               |
| Xabier Fernández Iker Martínez | 49er    | 1      | 10     | 17     | 2      | OCS    | 5      | 7      | 10     | 3      | 4      | 1      | 2      | 2      | 64     | Medalha de prata |
| Fernando Echavarri Antón Paz   | Tornado | 1      | 6      | 1      | 4      | 7      | 13     | 1      | 7      | 1      | 8      |        |        | 8      | 44     | Medalha de ouro  |

### Voleibol de praia
Masculino
| Atleta                  | Fase de grupos | Fase de grupos | Oitavas de final                                | Quartas de final       | Semifinais             | Final                  |             |
| Atleta                  | Adversário e resultado | Pos.           | Adversário e resultado                          | Adversário e resultado | Adversário e resultado | Adversário e resultado |             |
| ----------------------- | --- | -------------- | ----------------------------------------------- | ---------------------- | ---------------------- | ---------------------- | ----------- |
| Pablo Herrera Raúl Mesa | EST K. Kais/R. Vesik V 2 - 0 (21-18; 23-21) AUT F. Gosch/A. Horst V 2 - 0 (21-14; 21-12) CHN Xu L./Wu P. D 0 - 2 (13-21; 15-21) | 2º (gr. A)     | USA J. Gibb/S. Rosenthal D 0 - 2 (24-26; 17-21) | Não avançou            | Não avançou            | Não avançou            | Não avançou |

### Remo
| S | Classificado(a) para as semifinais |    |                        | FA | Final A (disputa de medalhas) |  |  | FD | Final D (sem medalhas) |
| Q | Classificado(a) para as quartas    | FB | Final B (sem medalhas) | FE | Final E (sem medalhas)        |  |  |    |                        |
| R | Classificado(a) para a repescagem  | FC | Final C (sem medalhas) | FF | Final F (sem medalhas)        |  |  |    |                        |

### Vela
| M   | Regata da Medalha da qual só participam os dez primeiros colocados das regatas anteriores  |  |  | CAN | Regata cancelada |
| BFD | Desclassificado por bandeira preta (Black Flag Disqualified)                               |  |  |     |                  |
| UFD | Desclassificado por bandeira "U" (U Flag Disqualified)                                     |  |  |     |                  |
| OCS | Largada queimada (On the Course Side of the starting line)                                 |  |  |     |                  |
| DNE | Desclassificação sem eliminação (infração a um item do regulamento da prova – Did Not End) |  |  |     |                  |